# Puigderrós de Baix
Puigderrós de Baix és una possessió del terme de Llucmajor, Mallorca. Està situada a la Marina, a la carretera del Cap Blanc.
Aquesta possessió prové d'una segregació de la possessió anomenada inicialment Puigderrós que, a causa de la segregació, ara s'anomena Puigderrós de Dalt. Puigderrós de Baix està situada a la carretera del Cap Blanc i confronta amb les possessions de sa Bassa Crua, Son Granada de Baix i Puigderrós de Dalt. Quan se segregà tenia 371 quarterades.
A la costa s'hi ha construït la urbanització Puigderrós i en una altra part de la finca s'hi ha construït un camp de golf.